# Teodora Cantacuzena (moglie di Alessio IV)
Teodora Cantacuzena Mega Comnena (Costantinopoli, c. 1382 – 12 novembre 1426) è stata un'imperatrice bizantina, consorte di Alessio IV di Trebisonda. 
La storia ci ha tramandato che fosse molto bella, secondo la cronaca di Laonico Calcondila, fu accusata dal figlio Giovanni IV di Trebisonda di avere una relazione con il Protovestiario della corte di Trebisonda; altri resoconti invece, la descrivono come una moglie fedele e amorevole, che mantenne la pace tra Alessio e i suoi figli. In ogni caso, durante la sua vita, il figlio Giovanni fuggì in Georgia e tornò solo dopo la morte di Teodora.

## Famiglia
L'ascendenza di Teodora è descritta dal bizantinista Donald Nicol come "oscura". L'Ecthesis Chronica implica che fosse figlia di un detentore del grado militare di Prōtostratōr, e Nicol nota che ci sono motivi cronologici che impediscono di identificare il padre con un certo Manuele Catacuzeno, inviato in missione diplomatica presso il sultano Mehmet I nell'inverno del 1420-1421.
Tuttavia, Thierry Ganchou ha fornito prove che indicano che Teodora era la figlia maggiore di Teodoro Paleologo Catacuzeno, zio dell'imperatore Manuele II Paleologo, e di Elena Ouresina Ducaina, e nomina i suoi fratelli in ordine di nascita come Demetrio, il protostrator Manuele, Giorgio, il megas domestikos Andronico e Tommaso. Egli sostiene che queste prove sono state ignorate a causa dell'indebita fiducia negli scritti di Teodoro Spandugino, che ha scritto molto tempo dopo fonti contemporanee più affidabili.

## Biografia
Nata a Costantinopoli intorno al 1382, Teodora aveva solo tredici anni quando, nel 1395, divenne consorte del co-imperatore Alessio IV di Trebisonda, che aveva circa la stessa età. Divenne imperatrice regnante quando il marito divenne unico imperatore a Trebisonda alla morte del suocero, l'imperatore Manuele III, nel 1417.
Un passo della Storia di Calcondila afferma che Teodora divenne l'amante del protovestiario della corte di Trebisonda, un atto di adulterio che spinse il figlio, Giovanni IV, a uccidere il funzionario e a imprigionare i suoi genitori nel palazzo. I suoi genitori furono salvati dagli arconti della città, che mandarono Giovanni in esilio in Georgia. Questo passaggio è considerato una delle numerose interpolazioni della Storia di Calcondila; uno scrivano, in una riga della traduzione del testo, nota la differenza di stile, aggiungendo una nota all'inizio del passaggio che "questo sembra essere stato scritto da qualcuno diverso da Laonico", e alla fine del passaggio termina un'altra nota che recita "da qui in poi è Laonico". Inoltre, la storia è contraddetta dalla cronologia e da altre fonti. È possibile che l'autore di questa storia si sia confuso con una precedente relazione tra un membro della dinastia imperiale di Trebisonda e un protovestiario, cioè Manuele III, il suocero di Teodora. Questo scandalo è riportato dal viaggiatore spagnolo Ruy González de Clavijo, che visitò Trebisonda nel 1404 non molto tempo dopo l'evento. Egli aggiunge che questa relazione scandalosa indusse il giovane Alessio IV, marito di Teodora, a ribellarsi al padre Manuele.
Manuele III morì il 5 marzo 1417. Gli successe Alessio IV con Teodora come imperatrice consorte. Rimase imperatrice per quasi un decennio fino alla sua morte, avvenuta alla terza ora della notte. Teodora fu sepolta nella Chiesa della Theotokos Chrysokephalos nel cimitero di Gidon insieme agli altri imperatori di Trebisonda.
Sembra che solo dopo la morte di Teodora (1426) Giovanni IV si sia ribellato al padre, perché la defunta madre non poteva più mediare la crescente rivalità tra padre e figlio. Al contrario, la virtù, la pietà e la fedeltà di Teodora sono celebrate dal suo compatriota, l'erudito Basilio Bessarione, nelle tre monodie che dedicò alla sua benefattrice e in uno speciale discorso di consolazione rivolto ad Alessio IV, sconvolto dalla morte dell'amata imperatrice. Infine, lo stesso Giovanni IV, dopo la sua ascesa al trono nel 1429, rese omaggio alle virtù della madre defunta in una Crisobolla a beneficio del convento da lei fondato.

## Discendenza
Teodora sposò l'imperatore Alessio IV con il quale ebbe sei figli conosciuti:
- Elena di Trebisonda (c. 1395 - 1410). Sposò il despota serbo Durad Brankovich.
- Una figlia, che sposò Jahan Shah del Kara Koyunlu.
- Giovanni IV di Trebisonda (1403-1460 circa).
- Maria di Trebisonda (1404-1439 circa); sposò Giovanni VIII Paleologo.
- Alessandro di Trebisonda (1405 - 1459), co-imperatore con il padre; sposò Maria Gattilusio, figlia di Dorino di Lesbo. Ebbero un figlio, Alessio V. Dopo essere rimasta vedova, Maria venne annessa all'harem del sultano ottomano Mehmed II.
- Davide II di Trebisonda (1408-1463 circa).

Oltre a questi, è ipotizzata come madre di altre due figlie: 
- Teodora di Trebisonda, che avrebbe sposato Ali Beg di Ak Koyunlu, ma non c'è traccia di tale matrimonio e l'unica moglie nota di Ali è Sara Khatun. Probabilmente fu confusa con Teodora Despina, figlia di Giovanni IV e moglie di Uzun Hassan, figlio di Ali Beg. Un'altra ipotesi è che abbia invece sposato Kara Osman, padre di Ali.
- Eudossia Valenza. Sposata con Nicola Crispo, signore di Siro. È stata proposta come figlia di Alessio IV e Teodora dopo che l'annotazione di Caterino Zeno, ambasciatore veneziano, che dichiarava fosse figlia di Giovanni IV di Trebisonda si è rivelata falsa o erronea. Altri storici ipotizzano fosse invece genovese.

## Ascendenza
|                               |             |                           | Genitori           |  |  | Nonni |  |  | Bisnonni           |  |  | Trisnonni               |  |
|                               |             |                           |                    |  |  |       |  |  | Matteo Cantacuzeno |  |  | Giovanni VI Cantacuzeno |  |
|                               |             |                           |                    |  |  |       |  |  | Matteo Cantacuzeno |  |  | Giovanni VI Cantacuzeno |  |
|                               |             | Irene Asanina             |                    |  |  |       |  |  | Matteo Cantacuzeno |  |  |                         |  |
| Demetrio I Cantacuzeno        |             |                           |                    |  |  |       |  |  | Matteo Cantacuzeno |  |  |                         |  |
|                               |             | Irene Paleologa           | Demetrio Paleologo |  |  |       |  |  |                    |  |  |                         |  |
|                               |             | Irene Paleologa           | Demetrio Paleologo |  |  |       |  |  |                    |  |  |                         |  |
|                               |             | Irene Paleologa           | Teodora Asanina    |  |  |       |  |  |                    |  |  |                         |  |
| Teodoro Paleologo Cantacuzeno |             | Irene Paleologa           |                    |  |  |       |  |  |                    |  |  |                         |  |
|                               |             | …                         | …                  |  |  |       |  |  |                    |  |  |                         |  |
|                               |             | …                         | …                  |  |  |       |  |  |                    |  |  |                         |  |
|                               |             | …                         | …                  |  |  |       |  |  |                    |  |  |                         |  |
| …                             |             | …                         |                    |  |  |       |  |  |                    |  |  |                         |  |
|                               |             | …                         | …                  |  |  |       |  |  |                    |  |  |                         |  |
|                               |             | …                         | …                  |  |  |       |  |  |                    |  |  |                         |  |
|                               |             | …                         | …                  |  |  |       |  |  |                    |  |  |                         |  |
| Teodora Cantacuzena           |             | …                         |                    |  |  |       |  |  |                    |  |  |                         |  |
|                               | Simeon Uroš | Stefano Uroš III Dečanski |                    |  |  |       |  |  |                    |  |  |                         |  |
|                               | Simeon Uroš | Stefano Uroš III Dečanski |                    |  |  |       |  |  |                    |  |  |                         |  |
|                               | Simeon Uroš | Maria Paleologa           |                    |  |  |       |  |  |                    |  |  |                         |  |
| Giovanni Uroš Ducas Paleologo | Simeon Uroš |                           |                    |  |  |       |  |  |                    |  |  |                         |  |
|                               |             | Tommasa Orsini            | Giovanni d'Epiro   |  |  |       |  |  |                    |  |  |                         |  |
|                               |             | Tommasa Orsini            | Giovanni d'Epiro   |  |  |       |  |  |                    |  |  |                         |  |
|                               |             | Tommasa Orsini            | Anna Paleologina   |  |  |       |  |  |                    |  |  |                         |  |
| Elena Ouresina Ducaina        |             | Tommasa Orsini            |                    |  |  |       |  |  |                    |  |  |                         |  |
|                               |             | …                         | …                  |  |  |       |  |  |                    |  |  |                         |  |
|                               |             | …                         | …                  |  |  |       |  |  |                    |  |  |                         |  |
|                               |             | …                         | …                  |  |  |       |  |  |                    |  |  |                         |  |
| …                             |             | …                         |                    |  |  |       |  |  |                    |  |  |                         |  |
|                               |             | …                         | …                  |  |  |       |  |  |                    |  |  |                         |  |
|                               |             | …                         | …                  |  |  |       |  |  |                    |  |  |                         |  |
|                               |             | …                         | …                  |  |  |       |  |  |                    |  |  |                         |  |
|                               |             | …                         |                    |  |  |       |  |  |                    |  |  |                         |  |